# Relaciones extranjeras de Irán

Países con los que Iran tiene relaciones diplomáticas en azul.

Las relaciones extranjeras de Irán son aquellas relaciones intergubernamentales entre la República Islámica de Irán y otros países. La geografía es un factor muy significativo al informar la política extranjera de Irán. Siguiendo la Revolución iraní de 1979, la República islámica, nuevamente nacida, bajo la jefatura del Ayatolá Jomeini, dramáticamente invirtió las políticas extranjeras americanas del último shah de Irán Mohammad Reza Pahleví. Desde entonces las políticas del país han oscilado entre las dos tendencias opositoras de fervor revolucionario, el cual eliminaría las influencias occidentales no musulmanas mientras se promueven la revolución islámica en el extranjero y el pragmatismo, el cual adelantaría la normalización y el desarrollo económicos de relaciones. Los acuerdos internacionales de Irán son consiguientemente a veces confusos y contradictorios.
Irán actualmente mantiene relaciones diplomáticas completas con 97 países en todo el mundo. Según los datos publicaron por el Instituto de Reputación, Irán es el segundo país más odiado del mundo, justo detrás de Irak, y ha aguantado esa posición para los tres años consecutivos de 2016, 2017, y 2018. El islamismo y la proliferación nuclear son asuntos recurrentes en lo que respecta a las relaciones extranjeras de Irán. En una serie de encuestas internacionales por Pew Research en 2012, en solo un país (Pakistán), la mayoría de su población apoya que Irán adquiera armas nucleares; el resto de población encuestada a nivel mundial se opuso a que Irán adquiriera armas (90–95% de oposición en los países europeos, norteamericanos, y países sudamericanos), y varias mayorías en la mayoría de ellos actuaban a favor de acción militar para impedir que el armamento iraní se materialize. Además, la mayoría de americanos, brasileños, japoneses, mexicanos, egipcios, alemanes, británicos, franceses, italianos, españoles, y polacos (entre otros grupos nacionales) tuvo soporte de mayoría para "sanciones más duras" en Irán, mientras que mayorías en China, Rusia, y Turquía se opusieron a la aplicación de sanciones más duras.

## Historia
Los iraníes tradicionalmente han sido altamente sensibles a interferencias extranjeras en su país, señalando a tales acontecimientos como la conquista rusa de partes del norte del país en el curso del siglo XIX, la concesión de tabaco, las ocupaciones británicas y rusas de la Primera Guerra Mundial y Segunda Guerra Mundial y la parcela de CIA para derrocar al Primer ministro Mohammed Mosaddeq. Esta sospecha se manifiesta en actitudes que muchos extranjeros podrían encontrar incomprensibles, como la creencia "bastante común" de que la Revolución iraní era de hecho el trabajo de una conspiración entre el clero iraní y el gobierno británico. Esto puede haber sido un resultado del sesgo en contra del shah en las emisiones persas de Radio de BBC a Irán: un informe de BBC del 23 de marzo de 2009 explica que muchos en Irán vieron el radioemisor y el gobierno cuando uno interpretó el sesgo para Khomeini como una evidencia de una forma de debilitar el soporte de gobierno británico para el Shah. Es enteramente verosímil que la BBC hizo de hecho la ayudar a acontecimientos revolucionarios.